# Laura Lilli
Laura Lilli (geboren 11. März 1937 in Rom; gestorben 31. Dezember 2014 in Rom) war eine italienische Journalistin, Schriftstellerin und Feministin. Sie war Mitbegründerin der Tageszeitung La Repubblica. Seit den 70er Jahren engagierte sie sich nicht nur journalistisch in der feministischen Bewegung Italiens und war Mitglied bei Controparola.

## Leben

### Familie und Ausbildung
Lilli ist die Tochter des Journalisten und Schriftstellers Virgilio Lilli, Mitarbeiter des Corriere della Sera, und der Maria Carolina Antinori, die Mitarbeiterin bei Metro-Goldwyn-Mayer war. Lilli ist Enkelin von Domenico Gnoli. In Rom besuchte sie das Gymnasium Liceo Tasso und in London die Davie’s School. Sie schloss ihr Philosophiestudium an der Universität La Sapienza 1960 ab und spezialisierte sich in den Vereinigten Staaten in Amerikanistik am Smith College in Northampton in Massachusetts und an der Yale University in New Haven, Connecticut.

### Journalistin
Als Kulturjournalistin veröffentlichte Lilli seit 1963 unter Mario Pannunzio in der Zeitschrift Il Mondo Artikel über die Vereinigten Staaten. Nach der Zusammenarbeit mit La Stampa, Corriere della Sera und Panorama war sie in den 70er Jahren Mitarbeiterin der Wirtschaftszeitschrift Globo. 1975 wurde sie Mitbegründerin der überregionalen Tageszeitung La Repubblica und war bis zu ihrem Tod verantwortlich für deren Kulturteil.

### Schriftstellerin
Neben ihrer journalistischen Tätigkeit hat Lilli immer Essays, Belletristik und Gedichte geschrieben. Lilli debütierte als Schriftstellerin 1980 mit dem experimentellen Roman Zeta o le zie (Zeta oder die Tanten), in dem ein junges Mädchen im Rom der 1960er Jahre allmählich den überkommenen Traditionen entfliehen kann. In dem Sammelband Voci dell’alfabeto veröffentlichte Lilli 1995 Interviews mit Leonardo Sciascia, Alberto Moravia und Umberto Eco, die sie in den 1970er und 1980er Jahren geführt hatte. Sie veröffentlichte mehrere Gedichtbände und gewann 1997 den Premio Alghero Donna in der Kategorie Poesie mit dem Gedichtband Dolce per le formiche (Süßes für die Ameisen).

### Feministin
Seit Anfang der 1970er Jahre war Lilli Teil der feministischen Bewegung in Italien. Seit 1971 bzw. 1972 war sie Mitarbeiterin der feministischen Zeitschriften Quarto mondo und Compagna. Später veröffentlichte sie Essays über die Situation der Frauen in der Mainstream-Presse. Seit ihrer Gründung gehörte Lilli der Gruppe Controparola an, einem Zusammenschluss von Journalistinnen und Schriftstellerinnen, die es sich zur Aufgabe gemacht hatten, die Rolle von Frauen in Geschichte und Gegenwart ins richtige Licht zu rücken.

### Privates
Lilli war mit dem L’Unità-Journalisten Ugo Baduel (1934–1989) verheiratet.
2014 starb sie im Alter von 77 Jahren.

## Laura-Lilli-Fonds
Im Jahr 2016 spendeten die Erben von Lilli alle ihre Bücher, Schriften, graues Material, Korrespondenz und Zeitschriften an die Biblioteca italiana delle donne (Italienische Frauenbibliothek) in Bologna und richteten dort den Laura-Lilli-Fonds ein.
Im Jahr 2017 begann der lange Prozess der Verwaltung des Fonds. In einer ersten Phase wurde das Material gesichtet, bewertet und kategorisiert. Dies ermöglichte die Identifizierung einiger Themenschwerpunkte und die Vorbereitung einer ersten Auswahl und Entscheidung für die Übertragung an andere Bibliotheken in und außerhalb Bolognas. In der zweiten Phase wurden zwischen Ende 2018 und 2019 die verschiedenen Bibliotheken ermittelt, die an der Übernahme einiger Themenpakete der Sammlung interessiert sind, und die zentrale Katalogisierung dieser Pakete verwirklicht. Die letzte Phase von 2019 bis 2021 war der Katalogisierung der über 1.500 in der Frauenbibliothek aufbewahrten Bücher gewidmet, die ausgeliehen werden können, während die Archivmaterialien noch bearbeitet werden.

## Werke (Auswahl)

### Prosa und Drama
- Zeta o le zie. Experimenteller Roman. Tascabili Bompiani, 1989. (Erstausgabe: Edizioni delle donne, 1980)
- Mit Margherita Giacobino, Vivian Lamarque, Idolina Landolfi, Toni Maraini, Tommaso Ottonieri, Elio Pecora, Midar Rousali, Carla Vasio, Sara Zanghì: Alberi angeli e gatti. Favole da novembre a marzo e viceversa, Empiria, 2003.
- Apologia di Santippe. Operetta morale. Bulzoni, Rom 2011.

### Lyrik
Lilli veröffentlichte Gedichte auch in verschiedenen Sammelbänden. Hier die Gedichtbände, in denen sie eigene Gedichte in Italienisch und Englisch veröffentlichte:
- Dolce per le formiche / Sweet to ants. Empirìa, Rom 1996 (italienisch, englisch).
- Otto quarti d’ora / Catchlines. Empiria, Rom 2001 (italienisch, englisch).
- Il Buon Dio e la tartaruga / The good god and the turtle. Empiria, Rom 2007 (italienisch, englisch).
- Formiche straordinarie / Extraordinary ants. Mit Grafiken von Elisa Montessori. Empirìa, Rom 2012 (italienisch, englisch).
- Più dolce per le formiche / Sweeter for ants. Empirìa, Rom 2014 (italienisch, englisch).

### Interviews
- Ortiche e Margherite, Fra le pieghe dell'intervista. Essedue, Verona 1987.
- Voci dall’Alfabeto. Interviews mit Leonardo Sciascia, Alberto Moravia, Umberto Eco in den 70er und 80er Jahren. Minimum Fax, Rom 1995.
- Passioni e parole. Incontri e interviste. Begegnungen und Interviews. La Tartaruga, Mailand 2001.

### Essays und Sachbücher
- La stampa femminile. In: Valerio Castronovo, Nicola Tranfaglia (Hrsg.): Storia della stampa italiana. Laterza, Rom 1976.
- Mit Giuliana Dal Pozzo, Luigi Meschieri: Perché la stampa femminile? Libreria editrice Italo Bovolenta, Ferrara 1977.
- Mit Chiara Valentini: Care compagne. Il femminismo nel Pci e nelle organizzazioni di massa. Editori Riuniti, 1979.
- Stampa. In: Lessico politico delle donne. Edizioni Gulliver, 1979.
- La guerra, il cuore e la parola. Ombra editrice, 1991.
- Il conflitto, i conflitti. Guerra e autonomia politica delle donne. 1992.
- La Coccodrilla. Capri adagio molto allegro. Edizioni La Conchiglia, Capri 1993.
- L’informazione al femminile. In: Studiare da giornalista vol.I, Teoria e pratica. Gianni Faustini (Hrsg.): Ordine dei Giornalisti, Consiglio Nazionale, Roma 1995.
- Einaudi: Il piemontese che migliorò l’Italia. 1999.
- Mit Maria Rosa Cutrufelli, Elena Doni, Paola Gaglianone, Elena Gianini Belotti, Rosella Lama, Lia Levi, Dacia Maraini, Carla Ravaioli, Loredana Rotondo, Marina Saba, Cristina di San Marzano, Mirella Serri, Simona Tagliaventi, Gabriella Turnaturi, Chiara Valentini: Il Novecento delle italiane. Una storia ancora da raccontare (Das 20. Jahrhundert der Italienerinnen. Eine noch zu erzählende Geschichte). Editori Riuniti, Rom 2002, ISBN 88-359-4919-X.

### Herausgeberin
- Ugo Baduel: L'elmetto inglese. Sellerio, Palermo 1993.